# Von Deutschland lernen – Goethe und Hegel
Von Deutschland lernen – Goethe und Hegel ist ein kulturwissenschaftliches Werk des deutsch-marokkanischen Schriftstellers und Philosophen Fawzi Boubia, das 2021 bei PalmArtPress in Berlin erschien.

## Genese
Seine Genese ist eng verbunden mit der Entstehungsgeschichte seines Romans Mein west-östlicher Divan, der die grenzenlose Liebe des Autors zur deutschen Sprache und Kultur und zur Tradition von Toleranz und Humanismus seit der Aufklärung mit seinem Werdegang in Deutschland konfrontiert im Schatten von Ausländerfeindlichkeit, Rassismus, Rechtsextremismus und mörderischen Anschlägen.

## Entstehungsgeschichte
In Anschluss an einen Vortrag von Fawzi Boubia über „Hegels Philosophie der Ausgrenzung“ im Rahmen der Feierlichkeiten zum 900-jährigen Jubiläum der Universität Bologna stand Alain Rey, der Publikationsleiter des renommierten französischen Wörterbuchs Le Robert, plötzlich auf und plädierte vor versammeltem Publikum dafür, dass diese Thesen unbedingt publiziert werden müssten, und zwar so schnell wie möglich.
Und auf dem größten philosophischen Forum in Frankreich mit Hunderten von Teilnehmern – Forum Philo Le Monde Le Mans – wandte sich der Philosoph Roger-Pol Droit, der spiritus rector dieser Veranstaltungsreihe, an das Publikum direkt im Anschluss an das Referat Boubias über Hegel mit der Frage: „Est-ce qu’il y a un hégélien dans la salle?“ Es folgte daraufhin eine peinliche, minutenlange Funkstille, dann aber entfaltete sich eine lebhafte Diskussion.
Auch erachtete es die Forschungsgruppe „Wertewelten“ der Universität Tübingen als wichtig, Fawzi Boubia zu einem Vortrag über Integration und Ausgrenzung bei Goethe und Hegel einzuladen.

## Inhalt
Unter dem Eindruck des Heidelberger Manifests, in dem deutsche Hochschulprofessoren aus verschiedenen Ländern eine angebliche Unterwanderung des deutschen Volkes durch Ausländer denunzierten und vor einer sogenannten Überfremdung der deutschen Kultur und des deutschen Volkstums ausdrücklich warnten und darüber hinaus die deutsche Regierung aufforderten, geeignete Maßnahmen zu treffen, beschäftigte sich Fawzi Boubia immer intensiver mit der alteritätsfeindlichen Tradition in der deutschen Geistes- und Kulturgeschichte. Als deren hervorragenden Exponenten identifiziert der Autor den deutschen Philosophen Georg Wilhelm Friedrich Hegel, dessen Weltgeist die ganze Weltgeschichte umfasst und sich gezielt mit fremden Völkern und Nationen befasst, die er systematisch ausgrenzt.
Fawzi Boubia gelingt es zu beweisen, dass die überall im Gesamtwerk des Philosophen vorkommenden Thesen zur Alterität ein zusammenhängendes und kohärentes Ganzes bilden, das er als „Philosophie der Ausgrenzung“ bezeichnet und im ersten Teil seines Buchs Von Deutschland lernen exemplarisch entfaltet. Dabei stellt sich heraus, dass diese „Philosophie der Ausgrenzung“ ein fester und logischer Bestandteil des gesamten philosophischen Systems Hegels, das darauf angelegt ist, die Alterität zu exkludieren, um die eigene preußische Identität und das eigene Philosophieren und deren Superiorität umso besser legitimieren zu können. Dank der Aura, die er als spiritus rector des Preußischen Staates entfalten konnte und aufgrund der großen Wirksamkeit seiner Philosophie, insbesondere im 19. Jahrhundert, begründet er eine Tradition der Exklusion im deutschen Denken, die später im Nationalsozialismus mündet. Es darf daher niemanden verwundern, dass die Autoren des Heidelberger Manifests sich dieser Tradition verpflichtet fühlen.
Fawzi Boubia legt jedoch großen Wert darauf, dass man die Kulturgeschichte Deutschlands nicht auf diese unsägliche Überlieferung reduzieren darf. In seinen Vorträgen über Hegel, die er in arabisch-islamischen Ländern hielt, bekam er nämlich Applaus von der falschen Seite, also von Fanatikern und Fundamentalisten, die sich darüber freuten, dass mit seinen Thesen endlich das wahre Gesicht des Westens entlarvt wurde. Und im Anschluss an seine Vorträge im deutschsprachigen Raum wurde oft der Einwand geltend gemacht, Hegel sei einfach ein Gefangener der Ideologie seiner Zeit gewesen.
Um diese Positionen zu entkräften, rekurrierte Fawzi Boubia auf eine Geistesgröße in Deutschland, die zur selben Zeit wie Hegel lebte und wirkte, und ein Denken und Verhalten an Tag legte, die auf Integration, Humanismus und Völkerverständigung hinauslaufen, auf Johann Wolfgang Goethe. Diese im Sinne der Weltliteratur entfaltete Weltanschauung wird ausführlich behandelt im zweiten Teil des recht umfangreichen Korpus über die Frage, was kann man „Von Deutschland lernen“?
Fawzi Boubia begnügt sich jedoch nicht mit diesen voneinander getrennten Darstellungen, obwohl sie für den Leser offensichtlich miteinander zusammenhängen. Er fügt einen dritten Teil hinzu, in welchem er diese beiden deutschen Geistesgrößen direkt miteinander konfrontiert, zumal sie sich auch sehr gut kannten und schätzten, aber auch unter der Hand sich dezidiert und heftig kritisierten.
So gelingt es Fawzi Boubia ein kulturphilosophisches Panorama zu entwerfen, dessen Leitmotiv die Problematik der deutschen Identität und ihrer Abgrenzung vom Fremden bildet. Die beiden ersten Teile dieses Buches sind wegen des universalistischen Charakters ihrer Grundbegriffe, Weltgeist und Weltliteratur, als Weltreisen konzipiert. Bei Hegel ist es die Weltreise des Weltgeistes (Amerika – Afrika – Asien – Europa) und bei Goethe ist es die Weltliteratur, welche die Kontinente erkundet (von Weimar bis China). Diese beiden Begriffe erfassen die ganze Welt. Bei Hegel mit der dezidierten Intention, die fremden Völker und Nationen, ja das Fremde überhaupt, auszugrenzen, zu diskreditieren, ja zu eliminieren. Goethes Weltreise dagegen zielt auf [Dialog], [Austausch], [Gleichberechtigung] und [Anerkennung] der [Alterität] in ihrer Besonderheit. Im dritten Teil schließlich wird der Leser dazu eingeladen, die spannenden direkten Auseinandersetzungen zwischen diesen großen Klassikern der deutschen Geistesgeschichte über die Fragen von Identität, Integration und Ausgrenzung mit zu reflektieren.

## Rezeption
Als Reaktion auf die Lektüre des Essays von Fawzi Boubia schrieb der Schriftsteller Hans Christoph Buch: „Hegels Denkansatz war nicht nur eurozentrisch, sondern nationalistisch bis hin zum Rassismus, indem er Araber und Afrikaner, Asiaten und Amerikaner aus seiner Philosophie ausschließt und ihnen keine Kulturentwicklung zugesteht … Umgekehrt hat Alexander von Humboldt, von Goethe inspiriert, nicht nur die Tropennatur erforscht, sondern auch Sklavenhandel und Kolonialismus verdammt und Hegels Denken kritisiert als Weltanschauung derer, die die Welt nie angeschaut haben. Das vorliegende Buch des marokkanischen Schriftstellers Fawzi Boubia geht diesen Zusammenhängen auf den Grund und ist deshalb in der momentanen globalen Situation von brennender Aktualität.“
In der Radiosendung vom Deutschlandfunk – Büchermarkt am 31. Dezember 2021 (Thema: „Das letzte Wort hat Goethe“) meinte Leander Scholz in seinem Beitrag: „Der Rassismus ist tief in der europäischen Kultur verankert. Auch in den Werken der Klassiker ist er zu finden. Der deutsch-marokkanische Fawzi Boubia geht seinen Ursprüngen nach und benennt die Alternativen. Der Rassismus ist kein Phänomen weit zurückliegender Zeiten, sondern eine eminent moderne Erscheinung. Seine Auswirkungen sind auch in unserer Gegenwart noch überall zu spüren. In seinem Essay über zwei deutsche Klassiker zeigt Fawzi Boubia, dass diese Entwicklung keineswegs zwangsläufig war. Für ihn stehen Hegel und Goethe für zwei konträre Haltungen, die immer noch aktuell sind […] Fawzi Boubia gelingt es, die beiden Haltungen deutlich vor Augen zu führen […] dieser postkolonialistische Blick von Fawzi Boubia auf die deutsche Geistesgeschichte [ist] ebenso zwingend wie erhellend.“
In einer späteren persönlichen Mitteilung an den Autor schrieb Leander Scholz: „Ich halte Ihr Buch für äußerst wichtig und fand es auch ausnehmend gutgeschrieben.“
Der französische Philosoph Jean-Marie Paul kam in einer langen Besprechung dieses Werks von Fawzi Boubia zu dem Schluss: „Dieses Buch behandelt eine Vielzahl von Fragen, die für die Leser eine willkommene Quelle der Reflexion sein werden.“

## Publikation
- Von Deutschland lernen – Goethe und Hegel. Mit einem Geleitwort von Hans Christoph Buch, PalmArtPress, Berlin 2021, ISBN 978-3-96258-086-5.